# Ткачик великий
Тка́чик великий (Ploceus cucullatus) — вид горобцеподібних птахів ткачикових (Ploceidae). Мешкає в Африці на південь від Сахари.

## Опис
Довжина птаха становить 15-18 см. У самців під час сезону розмноження, представників північних підвидів, голова чорна, потилиця і груди каштанові, у представників південних підвидів кількість чорного і коричневого в забарвленні зменшується, а у представників найпівденніших підвидів чорними є лише обличчя і горла, а тім'я і потилиця є жовтими. Верхня частина тіла і крила у самців під час сезону розмноження є чорно-жовтими, нижня частина тіла жовта, дзьоб чорний. У самців під час негніздового періоду голова жовта, тім'я оливкове, верхня частина тіла сіра, нижня частина тіла білувата, крила чорно-жовті. У самиць верхня частина тіла оливкова, смугаста, крила чорно-жовті, нижня частина тіла жовтувата. Забарвлення молодих птахів подібне до забарвлення самиць, однак спина у них має коричнюватий відтінок, а очі світлі.

## Підвиди
Виділяють вісім підвидів:
- P. c. cucullatus (Müller, PLS, 1776) — від Мавританії, Сенегалу і Гамбії до південного Чаду і Камеруну, острів Біоко;
- P. c. abyssinicus (Gmelin, JF, 1789) — південь Судану, Еритрея і Ефіопія;
- P. c. bohndorffi Reichenow, 1887 — Південний Судан, північ ДР Конго, Уганда, західна Кенія і північно-західна Танзанія;
- P. c. frobenii Reichenow, 1923 — південь і південний схід ДР Конго;
- P. c. collaris Vieillot, 1819 — Габон, захід ДР Конго, Ангола;
- P. c. graueri Hartert, E, 1911 — схід ДР Конго, Руанда і західна Танзанія;
- P. c. nigriceps (Layard, EL, 1867) — від південного Сомалі і східної Кенії через Танзанію до південного сходу ДР Конго, півдня Анголи, північного сходу Намібії, заходу Зімбабве, сходу Замбії і центрального Мозамбіку;
- P. c. spilonotus Vigors, 1831 — південно-східна Ботсвана, схід ПАР і південь Мозамбіку.

## Поширення і екологія
Великі ткачики є одними з найпоширеніших птахів Африки, вони мешкають на більшій частині континенту на південь від Сахари, за винятком посушливих районів південного заходу і північного сходу. Вони також були інтродуковані на острови Маврикій і Реюньйон в Індійському океані, а також на Гаїті, Пуерто-Рико і Мартиніку в Карибському морі. Вони живуть на узліссях тропічних лісів, в саванах, а також на полях, плантаціях і в садах, поблизу людських поселень, уникають гір і густих тропічних лісів. Віддають перевагу зволоженим районам, таому в деяких місцях з'являються лише під час сезону дощів.

## Поведінка
Великі ткачики є активними, галасливими птахами. Вони зустрічаються великими зграями, до яких іноді приєднуються інші види ткачиків. Живяться переважно насінням, а також комахами, особливо під час сезону розмноження, і нектаром. Через споживання зерна вважаються шкідниками посівів.
Початок сезон розмноження різниться в залежності від підвиду. Великі ткачики гніздяться великими колоніями, які можуть нараховувати до 150 гнізд. Гнізда мають кулеподібну форму, їхня довжина становить 14-17 см, а висота 11-13 см. Гніздо має трубкоподібний вхід довжиною 4-8 см. Воно робиться з гілочок, трави і листя, всередині містить гніздову камеру, відділену від передкамери, вхід до якої розташовується знизу. В кладці 2-3 яйця. Інкубаційний період триває приблизно 2 тижні. Великі ткачики іноді стають жертвами гніздового паразитизму білощоких дідриків.

## Галерея

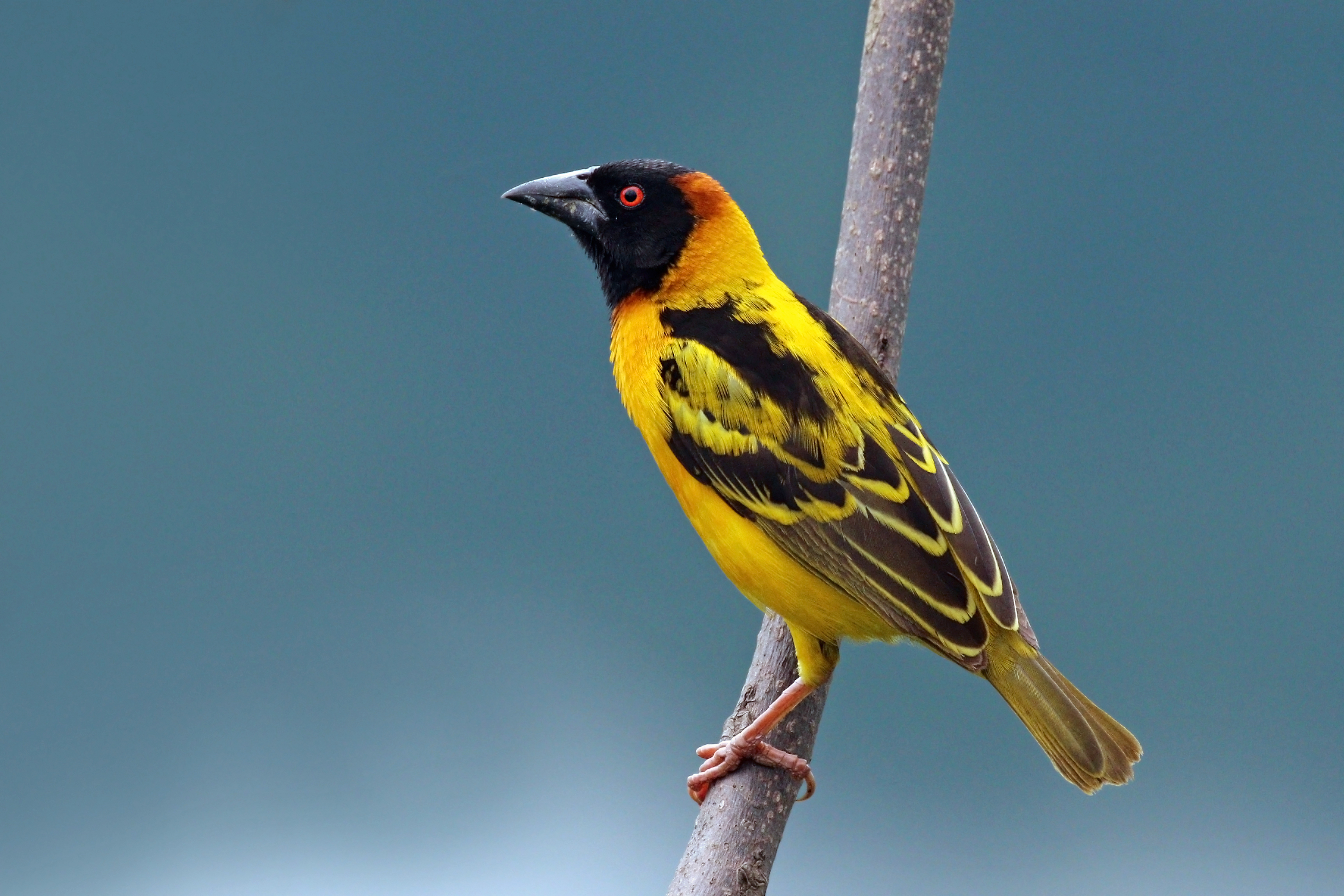
Самець під час сезону розмноження (підвид P. c. bohndorffi)
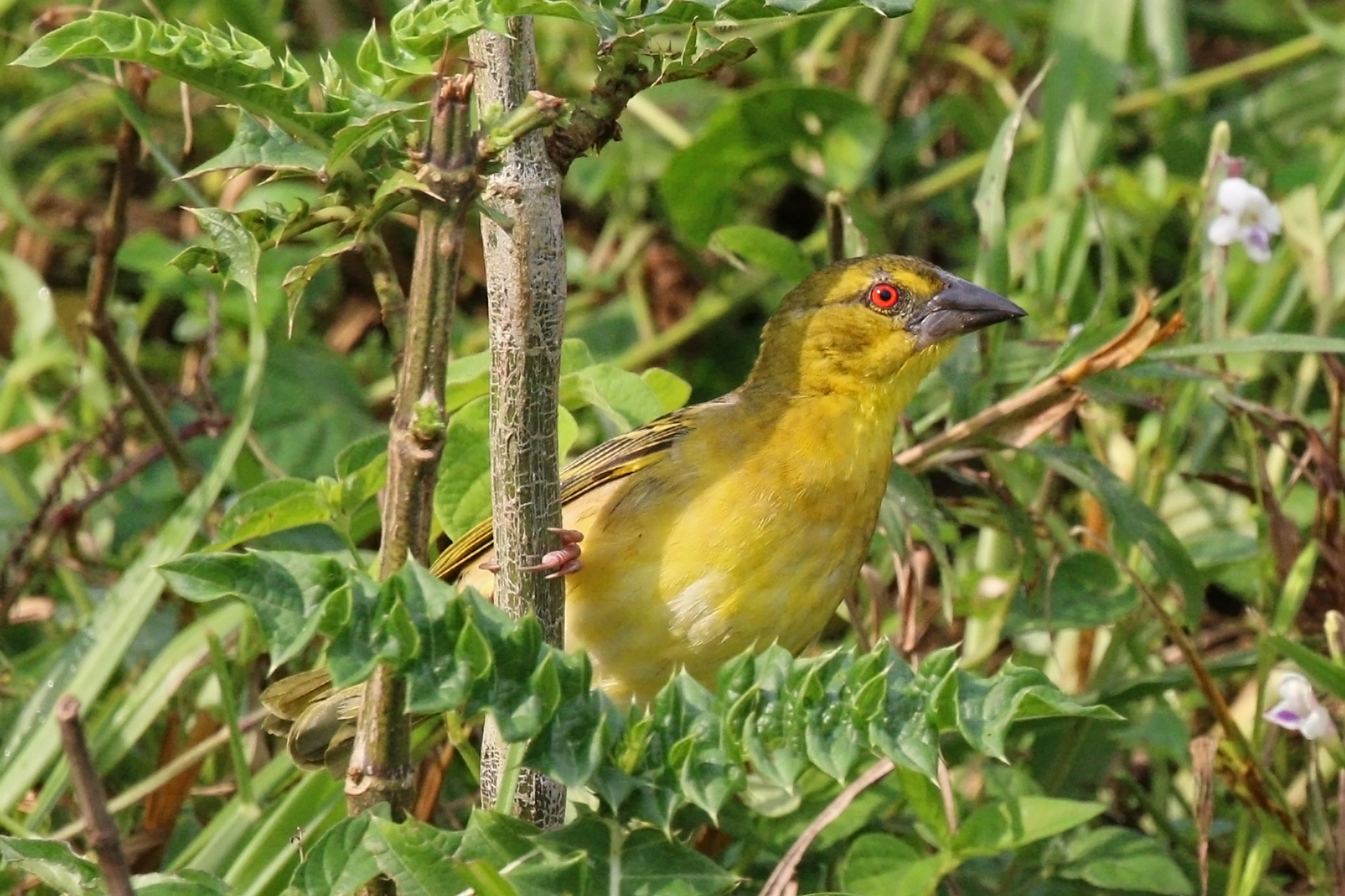
Самиця (підвид P. c. cucullatus)
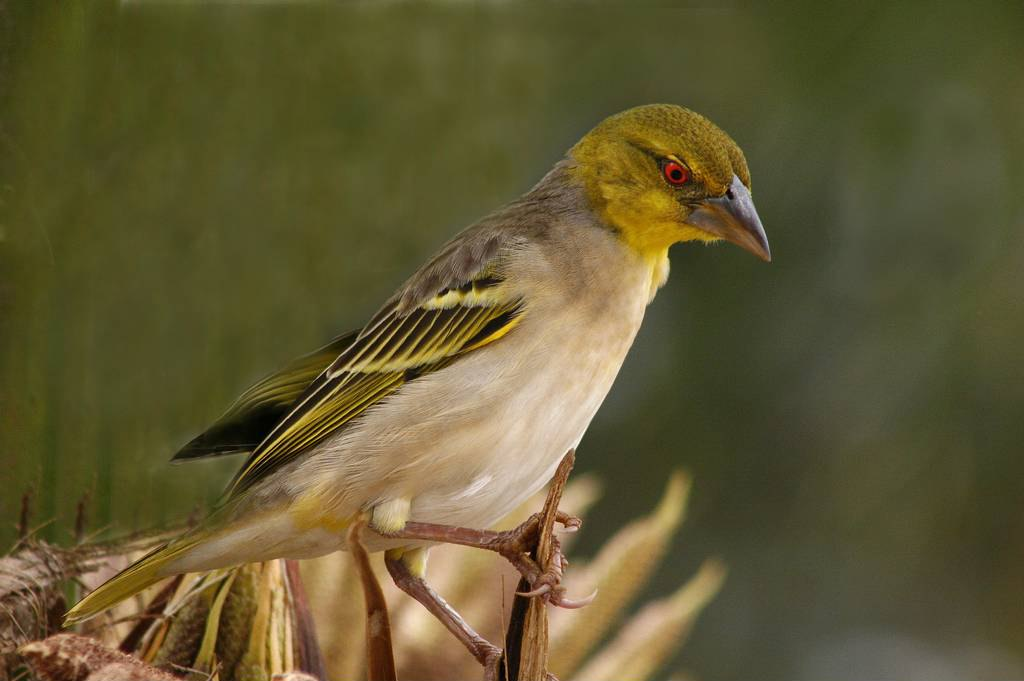
Самець під час негніздового періоду (підвид P. c. cucullatus)
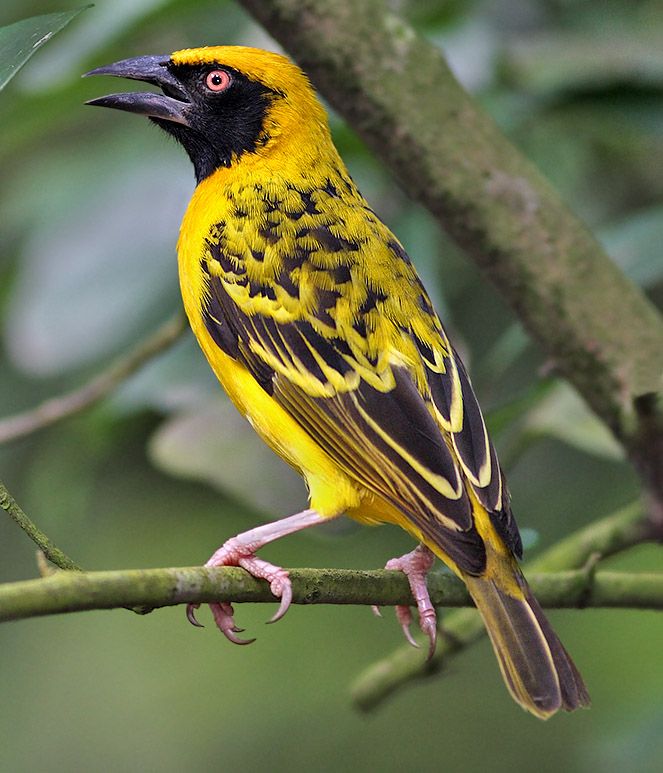
Самець під час сезону розмноження (підвид P. c. spilonotus)
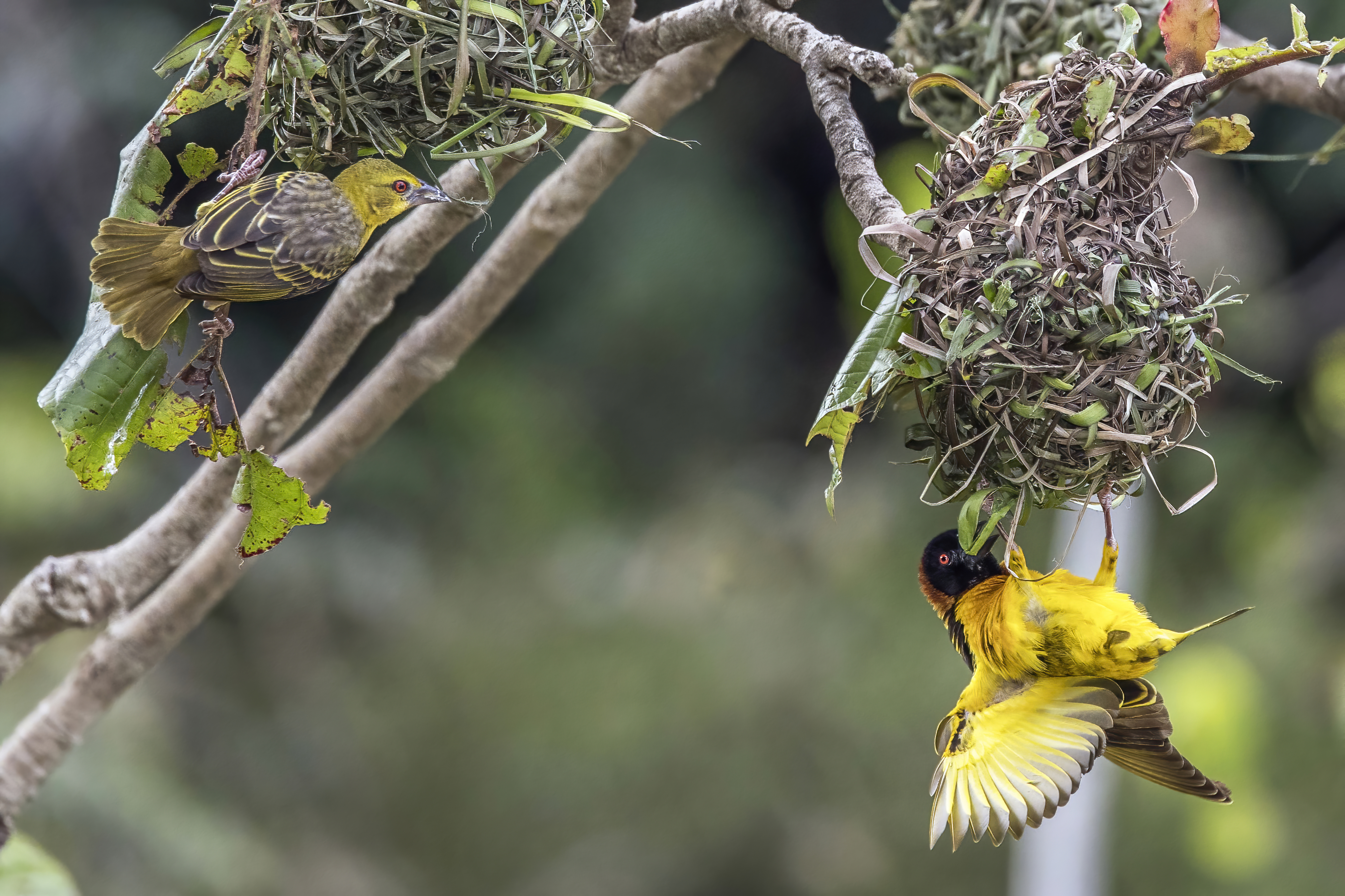
Пара великих ткачиків біля гнізда (підвид P. c. cucullatus)
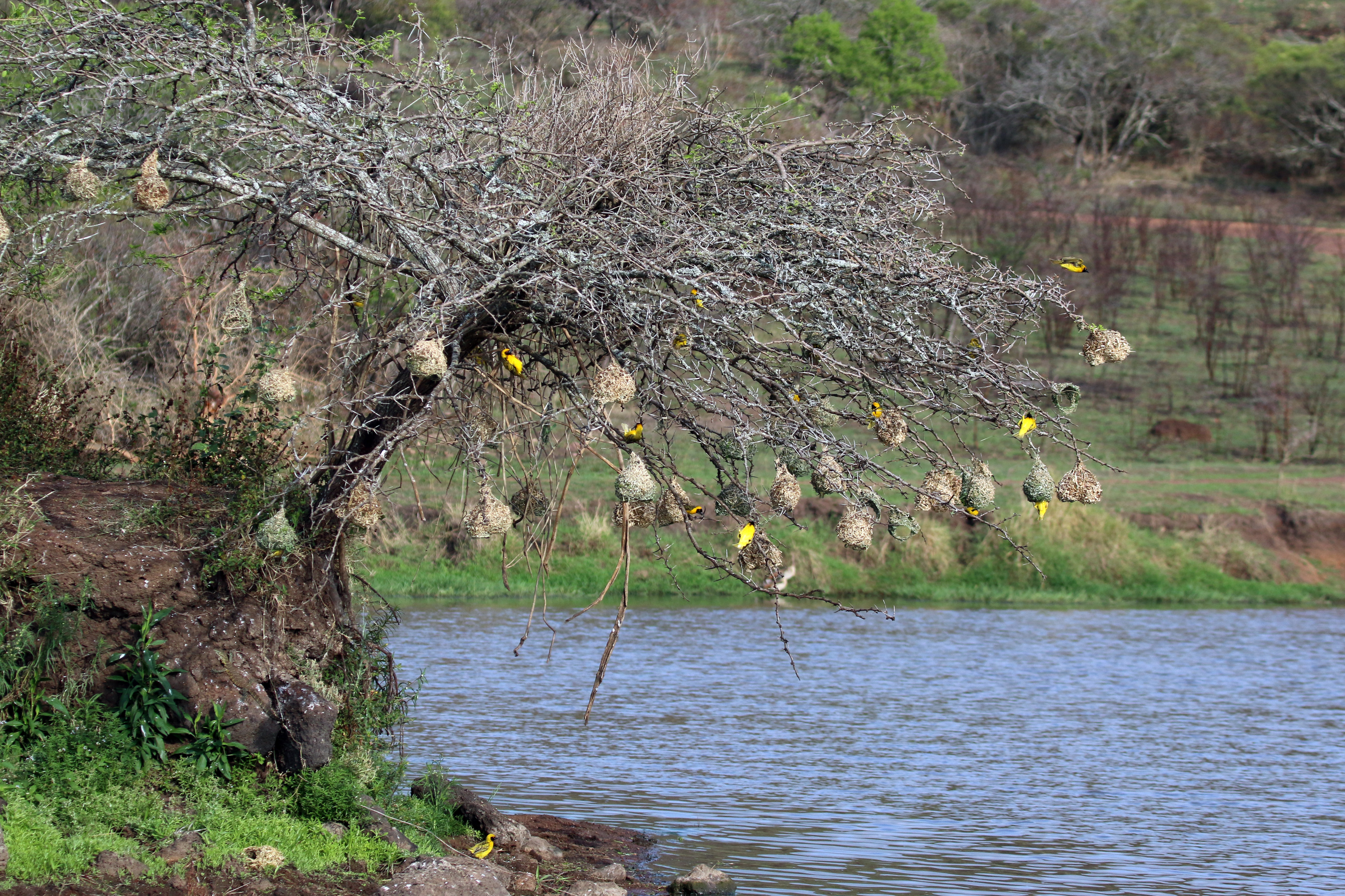
Колонія великих ткачиків